# Scopula limosata
Scopula limosata är en fjärilsart som beskrevs av Fletcher 1958. Scopula limosata ingår i släktet Scopula och familjen mätare. Inga underarter finns listade.